# Aleksandr Potebnia
Alexander Potebnja (em russo:  Алекса́ндр Афана́сьевич Потебня́; em ucraniano:  Олекса́ндр Опана́сович Потебня́) foi um russo e ucraniano que trabalhou como linguista, filósofo e panslavista, tendo sido professor de linguística na Universidade Imperial de Kharkov.
Ele construiu uma teoria da linguagem e da consciência que mais tarde influenciou o pensamento do seu conterrâneo, o psicólogo Lev Vygotsky. O seu principal trabalho foi Linguagem e Pensamento (em russo:  Мысль и язык) (1862). Ele também publicou uma série de trabalhos sobre gramática russa, sobre a história dos sons na língua russa e sobre a poesia popular eslava; além disso, ele traduziu um pequeno fragmento da Odisseia de Homero para o ucraniano.
Seu nome torna-se central no debate estético do século XX pelos questionamentos feitos à suas ideias pelos formalistas russos e pelo estruturalismo.
John Fizer descreve que Potebnja foi influenciado pelas ideias de linguagem em Kant e Humboldt, fundamentalmente pelas formulações da psicolinguística que se encontram em seus trabalhos sobre linguagem, mitologia e folclore. Potebnia utiliza conceitos como forma interior, enegia, polisemia e a semiose do discurso poético. Muito das teorias de Potebnia encontram similaridades com o trabalho de Benedetto Croce, Leo Spitzer e Charles Sanders Peirce.

## Debate com os formalistas
Conforme Potebnia a função da imagem é procurar semelhança entre coisas diferentes facilitar o conhecimento. Por isso, a imagem devia ser mais simples do que aquilo que explica.
Contrariando essas noções, Chklovski negou a ideia da imagem como instrumento conhecido e propôs que ela fosse utilizada para se atingir o desconhecido, assim como demonstrou que os autores e as escolas não criam as próprias imagens. Assim os formalistas se opuseram a uma das ideias centrais do pensamento de Poetbnia, a "arte como pensamento em imagens", afirmavam que Poetbnia não distinguia entre a linguagem da poesia e a da prosa.
Ignorando assim o que para os formalistas é central, ou seja que há duas formas de imagem, a imagem como significado prático das coisas, nas palavras, e a imagem como poética.
Segundo Chklovski, a arte, em sentido contrário ao usual da palavra de cada idioma, procura remover o objeto da percepção comum ou questionar a percepção automática do ser humano de várias formas. As imagens assim são um dos dispositivos pelos quais o poeta singulariza o texto, mediante a produção do estranhamento. A arte é assim um conjunto de atitudes rumo ao desvio da linguagem comum em favor do insólito e do imprevisto.